# 宋華子
宋華子，齐国国君齐桓公的妾夫人，出自宋国华氏。
宋華子为齐桓公，生下公子雍。齐桓公的三位正室夫人，王姬、徐嬴、蔡姬，都没有儿子。六位如夫人包括宋華子和长卫姬、少卫姬、郑姬、葛嬴、密姬，只有宋华子的儿子公子雍没有当过国君。